# Lijst van afleveringen van Blackadder
Dit is een Lijst van afleveringen van de Britse sitcom Blackadder. De data zijn van de originele uitzendingen op BBC One.

## Serie 1:The Black Adder(1983)
| Titel                      | Uitzenddatum | Notities | Plot |
| -------------------------- | ------------ | --- | --- |
| The Foretelling            | 15 juni 1983 | Eerste aflevering | Wanneer de Rozenoorlog zijn climax bereikt doodt Edmund per ongeluk koning Richard III. Als zijn vader tot Richard IV gekroond wordt, wordt Edmund een prins en noemt zichzelf The Black Adder. Maar het spook van Richard III blijft hem achtervolgen. |
| Born to be King            | 22 juni 1983 | Deze aflevering is een remake van de pilot.                                                                          | Edmund zint op wraak wanneer Dougal McAngus, 's Konings Opperste Bevelhebber, Edmunds Schotse landgoederen krijgt. |
| The Archbishop             | 29 juni 1983 | Eerste gastoptreden van Bill Wallis (als dronken ridder).                                                            | De koninklijke familie en de kerk vliegen elkaar in de haren. Er wordt besloten dat Edmund aartsbisschop moet worden. |
| The Queen of Spain's Beard | 6 juli 1983  | Eerste verschijning van Miriam Margolyes (als de Spaanse Infanta) en Jim Broadbent (als Don Speekingleesh, de tolk). | Edmund moet trouwen met een lelijke Spaanse prinses. Hij stelt alles in het werk om dit te voorkomen. |
| Witchsmeller Pursuivant    | 13 juli 1983 | | Edmund wordt beschuldigd van hekserij door een mysterieuze heksenjager. Hij wordt bedreigd met de doodstraf. |
| The Black Seal             | 20 juli 1983 | Eerste verschijning van Rik Mayall (als Mad Gerald).                                                                 | Wanneer Edmund al zijn titels moet afstaan van zijn vader, besluit hij de troon met geweld te veroveren. Hij wordt hierbij geholpen door de zes meest kwaadaardige mannen van Engeland.                                                                 |

## Serie 2:Blackadder II(1986)
| Titel  | Uitzenddatum     | Notities | Plot |
| ------ | ---------------- | --- | --- |
| Bells  | 9 januari 1986   | Tweede verschijning van Rik Mayall, ditmaal als Lord Flashheart. Eerste verschijning van Gabrielle Glaister als Bob.       | Blackadder ontmoet een jonge man genaamd 'Bob' die later een vrouw blijkt te zijn. Hij wil met haar trouwen, maar ze gaat ervandoor met Lord Flashheart.                                                               |
| Head   | 16 januari 1986  | Oorspronkelijk bedoeld als de eerste aflevering van Blackadder II.                                                         | Blackadder krijgt de titel van Lord High Executioner en besluit om tijd te besparen het executieschema aan te passen. Dit brengt hem in conflict met de koningin als Lord Farrow gratie krijgt na al onthoofd te zijn. |
| Potato | 23 januari 1986  | Bevat een gastoptreden van Simon Jones als Sir Walter Raleigh en Tom Baker als kapitein Rum.                               | Na de glorieuze terugkeer van Sir Walter Raleigh probeert Blackadder de koningin te imponeren door zelf een reis te gaan maken.                                                                                        |
| Money  | 5 februari 1986  | . | Blackadder wordt door een levensgevaarlijke Bisschop gedwongen een nog niet betaalde lening te betalen. Hij probeert op elke mogelijke manier aan geld te komen.                                                       |
| Beer   | 13 februari 1986 | Eerste verschijning van Hugh Laurie (als Simon Partridge), tweede verschijning van Miriam Margoyles (als Lady Whiteadder). | Blackadder probeert zijn excentrieke religieuze oom en tante tevreden te stellen vanwege een mogelijk grote erfenis. Ondertussen probeert hij ook een wedstrijd bierdrinken te winnen.                                 |
| Chains | 20 februari 1986 | Tweede verschijning van Hugh Laurie (als prins Ludwig).                                                                    | Blackadder wordt ontvoerd door een behoorlijk Duitse Spaanse inquisitoir, die vervolgens een grote hoeveelheid losgeld eist.                                                                                           |

## Serie 3:Blackadder the Third(1987)
| Titel                | Uitzenddatum      | Notities                                                                 | Plot |
| -------------------- | ----------------- | ------------------------------------------------------------------------ | --- |
| Dish and Dishonesty  | 17 september 1987 | .                                                                        | Blackadder probeert een verkiezing te houden om de prins wat steun te geven tegen Pitt the Younger. Door middel van verkiezingsfraude weet hij Baldrick als marionet in het parlement te krijgen. |
| Ink and Incapability | 24 september 1987 | Met Robbie Coltrane als Samuel Johnson.                                  | De prins besluit om patron van Dr. Samuel Johnsons nieuwe woordenboek te worden, tot afgunst van Blackadder. |
| Nob and Nobility     | 1 oktober 1987    | Met Tim McInnerny als Lord Topper.                                       | Blackadder is geïrriteerd door de nieuwe obsessies die te maken hebben met Franse dingen. Hij baalt dan ook van alle Fransen die gered zijn door de Scarlet Pimpernel, maar besluit er toch wat geld mee te verdienen. Hij wedt dat hij ook een Franse edelman redden kan. Uiteraard speelt hij vals. |
| Sense and Senility   | 8 oktober 1987    | .                                                                        | Wanneer er een moordaanslag wordt gepleegd op de prins, probeert Blackadder hem te beschermen door twee acteurs in te huren die de prins kunnen helpen zijn imago te verbeteren. |
| Amy and Amiability   | 15 Oktober 1987   | Met Miranda Richardson als Amy Hardwood en Warren Clarke als haar vader. | Wanneer de prins door zijn geld heen raakt, probeert Edmund hem te laten trouwen met de dochter van een rijke industrieel. Als dit fout dreigt te lopen besluit Blackadder struikrover te worden, met Baldrick als paard.                                                                             |
| Duel and Duality     | 22 oktober 1987   | Met Stephen Fry als de hertog van Wellington.                            | De Hertog van Wellington belooft de prins te zullen doden in een duel. Blackadder neemt hierop de plaats van de prins in, in de hoop dat zijn neef McAdder het duel voor hem zal winnen. |

## Serie 4:Blackadder Goes Forth(1989)
| Titel               | Uitzenddatum      | Notities | Plot |
| ------------------- | ----------------- | --- | --- |
| Captain Cook        | 28 september 1989 | Eerste en enige aflevering in de serie zonder gastacteurs. | De generaal zoekt een oorlogsschilderij dat als cover kan dienen voor het tijdschrift King and Country. Blackadder doet alsof een schilderij van Luitenant George van hem is, in de hoop naar Parijs te mogen. |
| Corporal Punishment | 5 oktober 1989    | . | De bevelen voor “Operation Insanity” arriveren. Om te voorkomen dat de generaal dit bericht leest en de plannen ten uitvoer brengt, eet Blackadder de postduif op. Hij dreigt nu voor het vuurpeloton te komen. Ook omdat de duif van generaal Melchett was.                                                       |
| Major Star          | 12 oktober 1989   | Terugkeer van Gabrielle Glaister als Bob | De Russische Revolutie vindt plaats met onverwachte gevolgen: omdat er een offensief van Duitsland dreigt moet Blackadder een varietéshow organiseren om het moreel hoog te houden. Baldrick doet een Charlie Chaplin-imitatie en George doet een travestienummer. Maar dan wordt Melchett verliefd op "Georgina". |
| Private Plane       | 19 oktober 1989   | Derde verschijning van Rik Mayall, wederom als Lord Flashheart, en van Gabrielle Glaister als Bob. Bevat ook Adrian Edmondson als Baron Manfred von Richthofen | Met Duitse machinegeweren voor hen en Britse pelotons achter hen, laten Blackadder, George en Baldrick zich inspireren om bij het Royal Flying Corps te gaan. Maar Blackadder en Baldrick storten neer aan de Duitse zijde.                                                                                        |
| General Hospital    | 26 oktober 1989   | Gastrol van Miranda Richardson als Mary Fletcher-Brown, en van Bill Wallis als mr. Smith.                                                                      | George raakt gewond en moet naar een militair ziekenhuis. Edmund gaat met hem mee wanneer hij ontdekt dat er een spion in het ziekenhuis is. |
| Goodbyeee...        | 2 november 1989   | Laatste aflevering. Wordt gezien als beste van de serie. Eindscène is volgens velen het grootste moment uit Britse tv-geschiedenis.                            | Miljoenen zijn reeds overleden, maar de troepen zijn geen meter opgeschoten. De laatste grote slag is in aantocht en Blackadder stelt alles in het werk om voor die tijd weg te zijn. |